# Cyclisme sur route aux Jeux olympiques d'été de 2024
Pour un article plus général, voir Cyclisme aux Jeux olympiques d'été de 2024.
Navigation
Tokyo 2020 Los Angeles 2028
Les épreuves de cyclisme sur route des Jeux olympiques d'été de 2024 se déroulent entre le 27 juillet et le 4 août 2024 à Paris et ses environs.

## Calendrier
| Compétition ↓ / Date →  | Sam 27 | Dim 28 | Lun 29 | Mar 30 | Mer 31 | Jeu 1 | Jeu 1 | Ven 2 | Ven 2 | Sam 3 | Dim 4 |
| ----------------------- | ------ | ------ | ------ | ------ | ------ | ----- | ----- | ----- | ----- | ----- | ----- |
| Course en ligne hommes  |        |        |        |        |        |       |       |       |       | F     |       |
| Contre-la-montre hommes | F      |        |        |        |        |       |       |       |       |       |       |
| Course en ligne femmes  |        |        |        |        |        |       |       |       |       |       | F     |
| Contre-la-montre femmes | F      |        |        |        |        |       |       |       |       |       |       |

## Podiums
| Épreuve          | Médaille d'or, Jeux olympiques | Médaille d'argent, Jeux olympiques | Médaille de bronze, Jeux olympiques |
| Hommes           |                                |                                    |                                     |
| Course en ligne  | Remco Evenepoel                | Valentin Madouas                   | Christophe Laporte                  |
| Contre-la-montre | Remco Evenepoel                | Filippo Ganna                      | Wout van Aert                       |
| Femmes           |                                |                                    |                                     |
| Course en ligne  | Kristen Faulkner               | Marianne Vos                       | Lotte Kopecky                       |
| Contre-la-montre | Grace Brown                    | Anna Henderson                     | Chloé Dygert                        |

## Résultats
Ci-après les résultats des huit premiers dans chaque course :
| Classement | Coureurs           | Temps           |
| ---------- | ------------------ | --------------- |
| Or         | Remco Evenepoel    | 6 h 19 min 34 s |
| Argent     | Valentin Madouas   | + 1 min 11 s    |
| Bronze     | Christophe Laporte | + 1 min 16 s    |
| 4          | Attila Valter      | + 1 min 16 s    |
| 5          | Toms Skujiņš       | + 1 min 16 s    |
| 6          | Marco Haller       | + 1 min 16 s    |
| 7          | Stefan Küng        | + 1 min 16 s    |
| 8          | Jan Tratnik        | + 1 min 16 s    |

| Classement | Coureuse             | Temps           |
| ---------- | -------------------- | --------------- |
| Or         | Kristen Faulkner     | 3 h 59 min 23 s |
| Argent     | Marianne Vos         | + 58 s          |
| Bronze     | Lotte Kopecky        | + 58 s          |
| 4          | Blanka Vas           | + 58 s          |
| 5          | Pfeiffer Georgi      | + 1 min 21 s    |
| 6          | Mavi García          | + 1 min 23 s    |
| 7          | Noemi Rüegg          | + 2 min 4 s     |
| 8          | Katarzyna Niewiadoma | + 2 min 44 s    |

| Classement | Coureur          | Temps        |
| ---------- | ---------------- | ------------ |
| Or         | Remco Evenepoel  | 36 min 12 s  |
| Argent     | Filippo Ganna    | + 15 s       |
| Bronze     | Wout van Aert    | + 25 s       |
| 4          | Joshua Tarling   | + 27 s       |
| 5          | Brandon McNulty  | + 1 min 4 s  |
| 6          | Stefan Bissegger | + 1 min 26 s |
| 7          | Nélson Oliveira  | + 1 min 31 s |
| 8          | Stefan Küng      | + 1 min 35 s |

| Classement | Coureuse             | Temps        |
| ---------- | -------------------- | ------------ |
| Or         | Grace Brown          | 39 min 38 s  |
| Argent     | Anna Henderson       | + 1 min 31 s |
| Bronze     | Chloé Dygert         | + 1 min 32 s |
| 4          | Juliette Labous      | + 1 min 41 s |
| 5          | Demi Vollering       | + 1 min 51 s |
| 6          | Lotte Kopecky        | + 1 min 56 s |
| 7          | Kim Cadzow           | + 2 min 8 s  |
| 8          | Elisa Longo Borghini | + 2 min 11 s |

## Tableau des médailles
- Pays organisateur (France)

| Rang  | Nation          | Or | Argent | Bronze | Total |
| ----- | --------------- | -- | ------ | ------ | ----- |
| 1     | Belgique        | 2  | 0      | 2      | 4     |
| 2     | États-Unis      | 1  | 0      | 1      | 2     |
| 3     | Australie       | 1  | 0      | 0      | 1     |
| 4     | France          | 0  | 1      | 1      | 2     |
| 5     | Italie          | 0  | 1      | 0      | 1     |
| 5     | Grande-Bretagne | 0  | 1      | 0      | 1     |
| 5     | Pays-Bas        | 0  | 1      | 0      | 1     |
| Total | Total           | 4  | 4      | 4      | 12    |